# Marcos Gomes
Marcos Giffoni de Melo Gomes, mais conhecido como Marcos Gomes (Ribeirão Preto, 26 de Julho de 1984) é um piloto de automobilismo brasileiro. Atualmente pilota na Stock Car Brasil. Marcos é filho do tetracampeão Paulo Gomes e irmão do também piloto Pedro Gomes.

## Carreira
Em 5 de julho de 2009 venceu a 5ª etapa da Stock Car em Interlagos, pela equipe Action Power, conquistando a sua quarta vitória na categoria.
Na madrugada de 6 de julho de 2009, logo após a vitória em Interlagos, o caminhão da equipe Action Power sofreu um acidente na rodovia Régis Bittencourt, destruindo todos os equipamentos, incluindo o carro de Marcos Gomes. No dia seguinte ao ocorrido a equipe anunciou oficialmente que estava fora da disputa da Temporada da Stock Car Brasil de 2009.
No dia 4 de agosto o piloto paulista garantiu sua participação na etapa de Salvador da temporada de 2009 da Stock Car Brasil junto a equipe RCM Motorsport. Gomes levou também para a equipe seu engenheiro, Miguel Ferreira, para garantir os acertos do carro.

### Suspensão
Em 18 de julho de 2012,foi suspenso preventivamente por 30 dias após testar positivo em um exame antidoping logo depois da etapa do Velopark, ocorrida em 6 de maio. Em 22 de agosto foi suspenso por um ano pelo STJD e teve seu contrato com a Medley Full Time rescindido. Foi o segundo caso de doping na categoria apenas em 2012. O primeiro foi com o catarinense Alceu Feldmann.

### Retorno às pistas
Em 2013 o piloto voltou a vencer na sexta etapa da temporada 2013 da Stock Car, na pista molhada do autódromo de Cascavel.

## Histórico
- 2006 - Campeão da Stock Car Light.

## Resultados na Stock Car
Corrida em negrito significa pole position; corrida em itálico significa volta mais rápida)
| Ano  | Equipe           | Carro            | 1       | 2       | 3      | 4      | 5      | 6     | 7      | 8       | 9      | 10     | 11     | 12      | Classificação | Pontos |
| ---- | ---------------- | ---------------- | ------- | ------- | ------ | ------ | ------ | ----- | ------ | ------- | ------ | ------ | ------ | ------- | ------------- | ------ |
| 2007 | Andreas Mattheis | Chevrolet Astra  | SAO Ret | CTB Ret | CGD 3  | SAO 3  | LON 31 | SCZ 7 | CTB 3  | BSB 11  | ARG 14 | TAR 17 | RIO 16 | SAO 1   | 4°            | 240    |
| 2008 | Andreas Mattheis | Chevrolet Astra  | SAO 1   | BSB 2   | CTB 2  | SCZ 20 | CGD 2  | SAO 1 | RIO 3  | LON 6   | CTB 2  | BSB 2  | TAR 2  | SAO Ret | 2°            | 285    |
| 2009 | Action Power     | Chevrolet Vectra | SAO     | CTB 9   | BSB 5  | SCZ    | SAO 1  | SAL 2 | RIO 5  | CGD Ret | CTB 16 | BSB 15 | TAR 4  | SAO 13  | 6º            | 247    |
| 2010 | Full Time Sports | Peugeot 307      | SAO Ret | CTB 6   | SCZ 18 | RIO 2  | SAO 13 | SAL 7 | SAO 2  | CGD 2   | CTB 20 | SCZ 22 | BSB 15 | CTB 4   | 8º            | 229    |
| 2011 | Full Time Sports | Peugeot 307      | CTB 14  | SAO Ret | RBP 6  | NSR 5  | CGD 3  | RIO 4 | SAO 11 | SAL Ret | CTB 2  | SCZ 9  | BSB 6  | CTB 8   | 7º            | 234    |

*Temporada em andamento.